# 弗拉帕赫魏爾湖

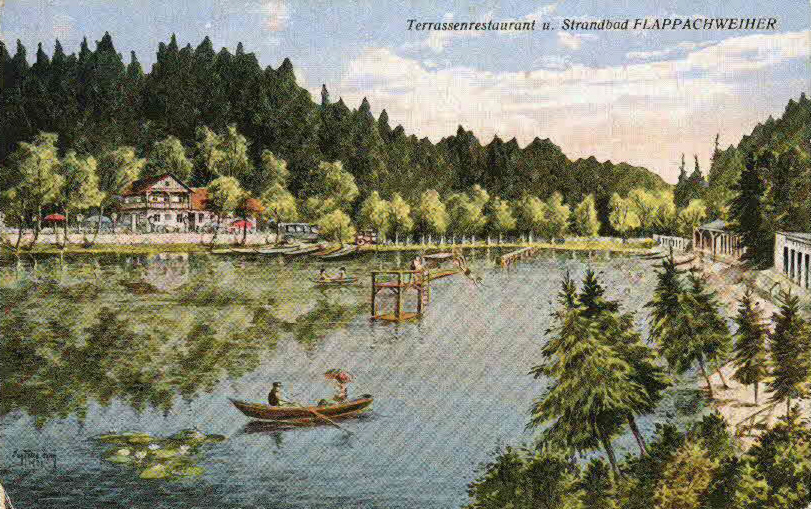

47°44′55″N 9°37′46″E / 47.748618°N 9.629576°E
弗拉帕赫魏爾湖（德語：Flappachweiher），是德國的湖泊，位於該國西南部，由巴登-符騰堡州負責管轄，處於拉芬斯堡，面積0.06平方公里，海拔高度523米，平均水深3.7米，最大水深5.5米，水體容量21萬立方米。